# Serie A1 1991-1992 (pallavolo maschile)

Il Maxicono Parma, vincitore dell'edizione.

La festa del Maxicono al PalaRaschi, al termine di gara-3 della finale play-off contro Il Messaggero Ravenna, per la vittoria del settimo scudetto della storia parmigiana.

La Serie A1 maschile FIPAV 1991-92 fu la 47ª edizione della manifestazione organizzata dalla FIPAV. La regular season si svolse tra il 22 settembre 1991 e il 4 marzo 1992.

## Regolamento
Le 14 squadre partecipanti disputarono un girone unico con partite di andata e ritorno, cui fecero seguito i play-off scudetto, ai quali presero parte, a partire dagli ottavi, le squadre classificate dal 5º al 10º posto più le prime due classificate della Serie A2 e, a partire dai quarti, le prime quattro in graduatoria al termine della regular season. Le squadre classificate dal 12º al 14º posto retrocessero in Serie A2.

## Avvenimenti

L'opposto bulgaro Ljubomir Ganev, protagonista nella rivelazione Olio Venturi Spoleto che, da neopromossa, arrivò a giocarsi l'accesso alle semifinali play-off.

L'inizio del campionato italiano maschile di pallavolo fu fissato per il 22 settembre, con la prima giornata. Il 20 e il 21 novembre, tra la 9ª e la 10ª giornata, fu disputata a Villorba la fase finale di Coppa Italia. Il girone d'andata terminò poi il 15 dicembre.
Il girone di ritorno iniziò il 19 dicembre e la regular season terminò poi mercoledì 4 marzo.
Il 6 marzo presero il via i play-off per l'assegnazione dello scudetto, che si conclusero il 1º aprile con l'affermazione del Maxicono Parma sul Messaggero Ravenna. Retrocessero la Gabbiano Virgilio, la Ingram Città di Castello e la Terme di Acireale Catania.

## Squadre partecipanti
Le squadre partecipanti furono 14: Il Messaggero Ravenna era campione uscente, mentre l'Aquater Brescia, la Gabbiano Virgilio, la Ingram Città di Castello e la Olio Venturi Spoleto erano le neopromosse dalla Serie A2.
| Squadra                   | Stagioni in Serie A1 | Allenatore         | Campo di gioco                         |
| ------------------------- | -------------------- | ------------------ | -------------------------------------- |
| Alpitour Cuneo            | 3                    | Philippe Blain     | Palatenda di Cuneo                     |
| Aquater Brescia           | 1                    | Vladimir Janković  | Palasport San Filippo di Brescia       |
| Carimonte Modena          | 24                   | Massimo Barbolini  | PalaPanini di Modena                   |
| Charro Padova             | 16                   | Silvano Prandi     | PalaBernhardsson di Padova             |
| Gabbiano Virgilio         | 2                    | Andrea Nannini     | Palasport di Virgilio, MN              |
| Gabeca Montichiari        | 5                    | Stelio De Rocco    | PalaGeorge di Montichiari, BS          |
| Il Messaggero Ravenna     | 20                   | Daniele Ricci      | PalaDeAndrè di Ravenna                 |
| Ingram Città di Castello  | 1                    | Carmelo Pittera    | Palasport di San Giustino, PG          |
| Maxicono Parma            | 45                   | Bebeto de Freitas  | PalaRaschi di Parma                    |
| Mediolanum Milano         | 15                   | Douglas Beal       | Palalido di Milano                     |
| Olio Venturi Spoleto      | 3                    | Raúl Lozano        | PalaEvangelisti di Perugia             |
| Sidis Tombolini Falconara | 12                   | Marco Paolini      | PalaBadiali di Falconara Marittima, AN |
| Sisley Treviso            | 4                    | Gian Paolo Montali | PalaVerde di Villorba, TV              |
| Terme di Acireale Catania | 17                   | Ivan Seferinov     | PalaSpedini di Catania                 |

## Torneo

### Regular season

#### Risultati
| Prima giornata, 22 settembre |                           |     |                                  |
|                              |                           |     |                                  |
|                              | Catania-Parma             | 1-3 | 13-15, 15-12, 3-15, 9-15         |
|                              | Città di Castello-Treviso | 0-3 | 5-15, 10-15, 11-15               |
|                              | Cuneo-Falconara           | 2-3 | 12-15, 15-11, 13-15, 16-14, 9-15 |
|                              | Modena-Spoleto            | 3-0 | 15-8, 15-13, 15-6                |
|                              | Montichiari-Milano        | 1-3 | 10-15, 8-15, 15-8 15-17          |
|                              | Padova-Brescia            | 1-3 | 13-15, 15-8, 8-15, 6-15          |
|                              | Virgilio-Ravenna          | 1-3 | 8-15, 15-9, 4-15, 7-15           |

| Seconda giornata, 29 settembre |                         |     |                                |
|                                |                         |     |                                |
|                                | Brescia-Virgilio        | 3-1 | 7-15, 16-14, 15-10, 15-10      |
|                                | Falconara-Padova        | 0-3 | 14-16, 8-15, 10-15             |
|                                | Milano-Catania          | 3-0 | 15-6, 15-8, 15-12              |
|                                | Parma-Città di Castello | 3-0 | 15-8, 15-6, 15-6               |
|                                | Ravenna-Cuneo           | 3-2 | 6-15, 14-16, 17-15, 15-0, 15-8 |
|                                | Spoleto-Montichiari     | 1-3 | 14-16, 9-15, 15-13, 10-15      |
|                                | Treviso-Modena          | 3-0 | 15-5, 15-5, 15-9               |

| Terza giornata, 6 ottobre |                           |     |                                 |
|                           |                           |     |                                 |
|                           | Catania-Treviso           | 1-3 | 15-4, 11-15, 11-15, 5-15        |
|                           | Città di Castello-Brescia | 0-3 | 11-15, 12-15, 11-15             |
|                           | Cuneo-Milano              | 2-3 | 11-15, 15-6, 6-15, 15-10, 16-17 |
|                           | Modena-Parma              | 0-3 | 12-15, 9-15, 12-15              |
|                           | Montichiari-Ravenna       | 3-1 | 15-10, 15-6, 5-15, 15-7         |
|                           | Padova-Spoleto            | 3-1 | 15-11, 15-12, 9-15, 15-10       |
|                           | Virgilio-Falconara        | 2-3 | 3-15, 15-13, 9-15, 15-10, 12-15 |

| Quarta giornata, 17 ottobre |                           |     |                            |
|                             |                           |     |                            |
|                             | Falconara-Brescia         | 3-0 | 15-6, 15-11, 15-11         |
|                             | Milano-Treviso            | 3-0 | 15-11, 15-6, 15-9          |
|                             | Montichiari-Cuneo         | 3-0 | 15-7, 15-12, 15-9          |
|                             | Padova-Catania            | 3-0 | 15-5, 15-10, 15-7          |
|                             | Ravenna-Città di Castello | 3-0 | 15-10, 15-7, 15-12         |
|                             | Spoleto-Parma             | 3-1 | 15-13, 8-15, 15-9, 15-12   |
|                             | Virgilio-Modena           | 1-3 | 10-15, 15-17, 15-12, 12-15 |

| Quinta giornata, 3 novembre |                             |     |                                  |
|                             |                             |     |                                  |
|                             | Brescia-Catania             | 3-0 | 15-2, 15-10, 15-3                |
|                             | Falconara-Città di Castello | 3-1 | 15-11, 15-5, 15-17, 15-11        |
|                             | Modena-Montichiari          | 0-3 | 13-15, 8-15, 11-15               |
|                             | Parma-Padova                | 3-2 | 14-16, 12-15, 15-7, 15-10, 15-12 |
|                             | Ravenna-Milano              | 3-2 | 4-15, 13-15, 16-14, 15-10, 15-11 |
|                             | Spoleto-Virgilio            | 3-0 | 15-11, 15-11, 16-14              |
|                             | Treviso-Cuneo               | 3-0 | 15-12, 17-15, 15-8               |

| Sesta giornata, 10 novembre |                            |     |                            |
|                             |                            |     |                            |
|                             | Brescia-Treviso            | 3-1 | 15-12, 13-15, 15-12, 15-10 |
|                             | Catania-Ravenna            | 1-3 | 11-15, 4-15, 17-16, 9-15   |
|                             | Città di Castello-Virgilio | 1-3 | 9-15, 13-15, 15-9, 11-15   |
|                             | Falconara-Montichiari      | 0-3 | 12-15, 9-15, 9-15          |
|                             | Milano-Spoleto             | 3-0 | 15-11, 15-4, 15-9          |
|                             | Padova-Modena              | 3-1 | 15-7, 6-15, 15-6, 15-12    |
|                             | Parma-Cuneo                | 3-0 | 15-8, 15-8, 15-7           |

| Settima giornata, 14 novembre |                         |     |                                  |
|                               |                         |     |                                  |
|                               | Catania-Modena          | 0-3 | 8-15, 11-15, 12-15               |
|                               | Cuneo-Città di Castello | 3-1 | 9-15, 15-2, 15-7, 15-2           |
|                               | Milano-Falconara        | 3-1 | 15-9, 11-15, 15-13, 15-3         |
|                               | Montichiari-Treviso     | 2-3 | 13-15, 15-12, 15-6, 7-15, 9-15   |
|                               | Padova-Ravenna          | 1-3 | 15-17, 8-15, 15-10, 11-15        |
|                               | Spoleto-Brescia         | 3-2 | 13-15, 12-15, 15-3, 15-12, 16-14 |
|                               | Virgilio-Parma          | 0-3 | 2-15, 14-16, 3-15                |

| Ottava giornata, 17 novembre |                          |     |                                  |
|                              |                          |     |                                  |
|                              | Città di Castello-Milano | 0-3 | 12-15, 10-15, 4-15               |
|                              | Cuneo-Brescia            | 3-0 | 15-12, 15-6, 15-12               |
|                              | Modena-Falconara         | 3-2 | 15-7, 12-15, 15-11, 11-15, 15-10 |
|                              | Montichiari-Catania      | 3-0 | 15-11, 15-7, 15-11               |
|                              | Ravenna-Spoleto          | 3-0 | 15-11, 15-7, 15-4                |
|                              | Treviso-Parma            | 3-1 | 15-7, 15-17, 15-12, 15-12        |
|                              | Virgilio-Padova          | 0-3 | 8-15, 8-15, 11-15                |

| Nona giornata, 20 novembre |                           |     |                                 |
|                            |                           |     |                                 |
|                            | Brescia-Milano            | 0-3 | 12-15, 7-15, 16-17              |
|                            | Città di Castello-Catania | 1-3 | 13-15, 11-15, 15-12, 13-15      |
|                            | Cuneo-Padova              | 2-3 | 15-5, 14-16, 2-15, 15-9, 12-15  |
|                            | Falconara-Spoleto         | 3-0 | 15-9, 15-8, 15-14               |
|                            | Modena-Ravenna            | 0-3 | 13-15, 12-15, 8-15              |
|                            | Parma-Montichiari         | 2-3 | 15-1, 9-15, 15-10, 11-15, 11-15 |
|                            | Treviso-Virgilio          | 3-0 | 15-12, 15-7, 15-9               |

| Decima giornata, 24 novembre |                           |     |                            |
|                              |                           |     |                            |
|                              | Brescia-Parma             | 0-3 | 9-15, 5-15, 8-15           |
|                              | Catania-Cuneo             | 1-3 | 13-15, 16-14, 14-16, 11-15 |
|                              | Falconara-Ravenna         | 3-1 | 15-13, 17-16, 9-15, 15-6   |
|                              | Milano-Modena             | 3-1 | 13-15, 16-14, 15-4, 15-10  |
|                              | Montichiari-Virgilio      | 3-1 | 15-5, 15-7, 12-15, 15-6    |
|                              | Padova-Treviso            | 1-3 | 15-12, 5-15, 10-15, 12-15  |
|                              | Spoleto-Città di Castello | 3-1 | 15-5, 14-16, 15-6, 15-7    |

| Undicesima giornata, 1º dicembre |                          |     |                                   |
|                                  |                          |     |                                   |
|                                  | Falconara-Catania        | 3-0 | 16-14, 15-4, 15-7                 |
|                                  | Modena-Città di Castello | 3-1 | 11-15, 15-5, 15-12, 15-10         |
|                                  | Padova-Montichiari       | 1-3 | 15-8, 4-15, 8-15, 11-15           |
|                                  | Parma-Milano             | 3-2 | 16-14, 13-15, 11-15, 15-11, 15-13 |
|                                  | Ravenna-Brescia          | 3-0 | 15-7, 15-7, 15-4                  |
|                                  | Spoleto-Treviso          | 1-3 | 15-12, 13-15, 7-15, 13-15         |
|                                  | Virgilio-Cuneo           | 1-3 | 13-15, 8-15, 15-8, 9-15           |

| Dodicesima giornata, 8 dicembre |                          |     |                                 |
|                                 |                          |     |                                 |
|                                 | Brescia-Montichiari      | 2-3 | 10-15, 15-12, 15-5, 9-15, 12-15 |
|                                 | Catania-Spoleto          | 3-2 | 15-11, 15-10, 14-16, 8-15, 15-8 |
|                                 | Città di Castello-Padova | 2-3 | 15-11, 15-12, 7-15, 16-17, 8-15 |
|                                 | Cuneo-Modena             | 0-3 | 13-15, 12-15, 12-15             |
|                                 | Milano-Virgilio          | 3-0 | 15-3, 15-7, 15-7                |
|                                 | Parma-Ravenna            | 3-1 | 15-11, 13-15, 15-3, 15-3        |
|                                 | Treviso-Falconara        | 3-0 | 15-5, 15-6, 15-11               |

| Tredicesima giornata, 15 dicembre |                               |     |                                |
|                                   |                               |     |                                |
|                                   | Falconara-Parma               | 0-3 | 11-15, 5-15, 6-15              |
|                                   | Modena-Brescia                | 2-3 | 15-9, 14-16, 16-17, 15-8, 7-15 |
|                                   | Montichiari-Città di Castello | 3-0 | 15-9, 15-12, 15-9              |
|                                   | Padova-Milano                 | 3-2 | 11-15, 15-4, 9-15, 15-9, 15-11 |
|                                   | Ravenna-Treviso               | 3-1 | 12-15, 15-6, 15-8, 15-6        |
|                                   | Spoleto-Cuneo                 | 3-1 | 15-12, 15-9, 9-15, 15-11       |
|                                   | Virgilio-Catania              | 1-3 | 14-16, 15-11, 16-17, 13-15     |

| Quattordicesima giornata, 19 dicembre |                           |     |                                |
|                                       |                           |     |                                |
|                                       | Brescia-Padova            | 3-0 | 15-12, 15-10, 15-6             |
|                                       | Falconara-Cuneo           | 3-1 | 15-8, 15-17, 15-11, 15-12      |
|                                       | Milano-Montichiari        | 3-0 | 15-10, 15-5, 15-2              |
|                                       | Parma-Catania             | 3-0 | 15-3, 15-9, 15-2               |
|                                       | Ravenna-Virgilio          | 3-0 | 15-5, 15-10, 15-4              |
|                                       | Spoleto-Modena            | 3-2 | 7-15, 11-15, 15-8, 15-8, 15-12 |
|                                       | Treviso-Città di Castello | 3-0 | 16-14, 15-3, 15-9              |

| Quindicesima giornata, 22 dicembre |                         |     |                           |
|                                    |                         |     |                           |
|                                    | Catania-Milano          | 0-3 | 10-15, 8-15, 1-15         |
|                                    | Città di Castello-Parma | 0-3 | 6-15, 10-15, 4-15         |
|                                    | Cuneo-Ravenna           | 0-3 | 13-15, 4-15, 12-15        |
|                                    | Modena-Treviso          | 0-3 | 4-15, 6-15, 11-15         |
|                                    | Montichiari-Spoleto     | 3-1 | 15-9, 12-15, 15-3, 15-1   |
|                                    | Padova-Falconara        | 3-0 | 15-13, 15-8, 15-10        |
|                                    | Virgilio-Brescia        | 1-3 | 15-13, 15-17, 7-15, 14-16 |

| Sedicesima giornata, 29 dicembre |                           |     |                                 |
|                                  |                           |     |                                 |
|                                  | Brescia-Città di Castello | 3-1 | 15-11, 15-9, 13-15, 15-5        |
|                                  | Falconara-Virgilio        | 3-0 | 15-7, 15-8, 15-12               |
|                                  | Milano-Cuneo              | 2-3 | 10-15, 15-7, 11-15, 15-7, 12-15 |
|                                  | Parma-Modena              | 3-0 | 15-2, 15-4, 15-6                |
|                                  | Ravenna-Montichiari       | 3-1 | 10-15, 15-12, 15-7, 15-6        |
|                                  | Spoleto-Padova            | 0-3 | 5-15, 9-15, 16-17               |
|                                  | Treviso-Catania           | 3-0 | 15-11, 16-14, 15-7              |

| Diciassettesima giornata, 5 gennaio |                           |     |                                 |
|                                     |                           |     |                                 |
|                                     | Brescia-Falconara         | 3-0 | 15-5, 15-10, 15-11              |
|                                     | Catania-Padova            | 0-3 | 8-15, 6-15, 9-15                |
|                                     | Città di Castello-Ravenna | 1-3 | 15-13, 12-15, 14-16, 5-15       |
|                                     | Cuneo-Montichiari         | 3-2 | 15-8, 11-15, 15-5, 14-16, 15-10 |
|                                     | Modena-Virgilio           | 3-0 | 15-6, 15-6, 15-7                |
|                                     | Parma-Spoleto             | 3-1 | 16-17, 15-3, 15-2, 15-8         |
|                                     | Treviso-Milano            | 2-3 | 16-14, 15-11, 7-15, 4-15, 15-17 |

| Diciottesima giornata, 12 gennaio |                           |     |                                   |
|                                   |                           |     |                                   |
|                                   | Catania-Città di Castello | 1-3 | 15-13, 4-15, 13-15, 12-15         |
|                                   | Milano-Brescia            | 3-0 | 15-8, 15-8, 15-10                 |
|                                   | Montichiari-Parma         | 3-2 | 5-15, 12-15, 15-11, 15-10, 15-12  |
|                                   | Padova-Cuneo              | 3-1 | 15-13, 13-15, 15-8, 15-9          |
|                                   | Ravenna-Modena            | 3-0 | 15-13, 15-13, 15-9                |
|                                   | Spoleto-Falconara         | 2-3 | 15-11, 15-13, 14-16, 14-16, 13-15 |
|                                   | Virgilio-Treviso          | 0-3 | 11-15, 11-15, 9-15                |

| Diciannovesima giornata, 19 gennaio |                         |     |                           |
|                                     |                         |     |                           |
|                                     | Brescia-Spoleto         | 3-1 | 15-13, 11-15, 15-8, 15-9  |
|                                     | Città di Castello-Cuneo | 0-3 | 12-15, 7-15, 8-15         |
|                                     | Falconara-Milano        | 0-3 | 6-15, 12-15, 12-15        |
|                                     | Modena-Catania          | 3-0 | 15-8, 15-12, 15-9         |
|                                     | Parma-Virgilio          | 3-0 | 15-3, 15-3, 15-5          |
|                                     | Ravenna-Padova          | 1-3 | 17-15, 13-15, 10-15, 6-15 |
|                                     | Treviso-Montichiari     | 3-1 | 15-7, 8-15, 15-9, 15-7    |

| Ventesima giornata, 26 gennaio |                             |     |                               |
|                                |                             |     |                               |
|                                | Catania-Brescia             | 3-2 | 15-7, 15-7, 7-15, 6-15, 15-10 |
|                                | Città di Castello-Falconara | 1-3 | 10-15, 5-15, 15-3, 10-15      |
|                                | Cuneo-Treviso               | 0-3 | 3-15, 10-15, 12-15            |
|                                | Milano-Ravenna              | 3-0 | 16-14, 15-4, 15-9             |
|                                | Montichiari-Modena          | 3-1 | 15-9, 15-11, 10-15, 15-6      |
|                                | Padova-Parma                | 0-3 | 6-15, 10-15, 10-15            |
|                                | Virgilio-Spoleto            | 0-3 | 11-15, 11-15, 7-15            |

| Ventunesima giornata, 2 febbraio |                            |     |                                  |
|                                  |                            |     |                                  |
|                                  | Cuneo-Parma                | 0-3 | 12-15, 12-15, 5-15               |
|                                  | Modena-Padova              | 2-3 | 4-15, 17-16, 15-4, 6-15, 13-15   |
|                                  | Montichiari-Falconara      | 2-3 | 15-12, 13-15, 15-7, 10-15, 16-17 |
|                                  | Ravenna-Catania            | 3-0 | 15-1, 15-0, 15-9                 |
|                                  | Spoleto-Milano             | 3-2 | 8-15, 17-16, 15-17, 15-11, 17-16 |
|                                  | Treviso-Brescia            | 3-0 | 15-8, 15-8, 15-4                 |
|                                  | Virgilio-Città di Castello | 2-3 | 15-8, 7-15, 12-15, 15-13, 11-15  |

| Ventiduesima giornata, 9 febbraio |                          |     |                                  |
|                                   |                          |     |                                  |
|                                   | Brescia-Cuneo            | 3-1 | 11-15, 15-7, 15-7, 15-6          |
|                                   | Catania-Montichiari      | 0-3 | 8-15, 8-15, 5-15                 |
|                                   | Falconara-Modena         | 2-3 | 6-15, 10-15, 15-11, 15-11, 11-15 |
|                                   | Milano-Città di Castello | 3-2 | 8-15, 15-11, 7-15, 15-7, 15-7    |
|                                   | Padova-Virgilio          | 3-1 | 15-10, 15-10, 7-15, 15-1         |
|                                   | Parma-Treviso            | 3-0 | 15-7, 15-12, 15-9                |
|                                   | Spoleto-Ravenna          | 2-3 | 17-16, 15-13, 7-15, 9-15, 13-15  |

| Ventitreesima giornata, 16 febbraio |                           |     |                          |
|                                     |                           |     |                          |
|                                     | Città di Castello-Spoleto | 0-3 | 11-15, 8-15, 4-15        |
|                                     | Cuneo-Catania             | 3-0 | 15-3, 15-6, 15-2         |
|                                     | Modena-Milano             | 3-0 | 15-5, 15-11, 15-6        |
|                                     | Parma-Brescia             | 3-0 | 16-14, 15-2, 15-6        |
|                                     | Ravenna-Falconara         | 3-0 | 15-9, 15-11, 15-11       |
|                                     | Treviso-Padova            | 3-1 | 15-12, 15-9, 13-15, 15-7 |
|                                     | Virgilio-Montichiari      | 0-3 | 12-15, 12-15, 8-15       |

| Ventiquattresima giornata, 23 febbraio |                          |     |                                  |
|                                        |                          |     |                                  |
|                                        | Brescia-Ravenna          | 1-3 | 14-16, 15-11, 4-15, 3-15         |
|                                        | Catania-Falconara        | 1-3 | 15-7, 8-15, 13-15, 1-15          |
|                                        | Città di Castello-Modena | 0-3 | 2-15, 6-15, 3-15                 |
|                                        | Cuneo-Virgilio           | 3-1 | 8-15, 15-11, 15-11, 15-7         |
|                                        | Milano-Parma             | 2-3 | 12-15, 15-12, 14-16, 15-11, 8-15 |
|                                        | Montichiari-Padova       | 3-1 | 15-8, 13-15, 15-8, 16-14         |
|                                        | Treviso-Spoleto          | 3-1 | 15-2, 15-7, 11-15, 15-1          |

| Venticinquesima giornata, 1º marzo |                          |     |                                |
|                                    |                          |     |                                |
|                                    | Falconara-Treviso        | 1-3 | 10-15, 10-15, 15-12, 2-15      |
|                                    | Modena-Cuneo             | 3-2 | 16-17, 8-15, 15-11, 15-5, 15-9 |
|                                    | Montichiari-Brescia      | 3-0 | 15-12, 15-9, 15-5              |
|                                    | Padova-Città di Castello | 3-0 | 15-6, 15-2, 15-7               |
|                                    | Ravenna-Parma            | 3-1 | 15-13, 15-8, 16-17, 15-11      |
|                                    | Spoleto-Catania          | 3-0 | 15-4, 15-9, 15-11              |
|                                    | Virgilio-Milano          | 0-3 | 4-15, 6-15, 3-15               |

| Ventiseiesima giornata, 4 marzo |                               |     |                          |
|                                 |                               |     |                          |
|                                 | Brescia-Modena                | 0-3 | 9-15, 12-15, 8-15        |
|                                 | Catania-Virgilio              | 3-1 | 15-5, 15-5, 14-16, 15-12 |
|                                 | Città di Castello-Montichiari | 0-3 | 5-15, 6-15, 12-15        |
|                                 | Cuneo-Spoleto                 | 0-3 | 12-15, 7-15, 6-15        |
|                                 | Milano-Padova                 | 3-1 | 15-6, 15-7, 8-15, 15-11  |
|                                 | Parma-Falconara               | 3-0 | 15-6, 15-5, 15-2         |
|                                 | Treviso-Ravenna               | 3-0 | 15-13, 15-11, 15-12      |

#### Classifica
| Pos. | Squadra           | Pt | G  | V  | P  | SV | SP | Ratio | PF    | PS    | Ratio |
| ---- | ----------------- | -- | -- | -- | -- | -- | -- | ----- | ----- | ----- | ----- |
| 1.   | Parma             | 42 | 26 | 21 | 5  | 70 | 24 | 2,916 | 1 333 | 900   | 1,481 |
| 2.   | Treviso           | 42 | 26 | 21 | 5  | 67 | 25 | 2,680 | 1 249 | 980   | 1,274 |
| 3.   | Porto Ravenna     | 40 | 26 | 20 | 6  | 64 | 32 | 2,000 | 1 299 | 1 051 | 1,235 |
| 4.   | Gonzaga Milano    | 38 | 26 | 19 | 7  | 69 | 31 | 2,225 | 1 372 | 1 074 | 1,277 |
| 5.   | Gabeca            | 38 | 26 | 19 | 7  | 66 | 34 | 1,941 | 1 300 | 1 114 | 1,166 |
| 6.   | Petrarca          | 32 | 26 | 16 | 10 | 57 | 43 | 1,325 | 1 265 | 1 174 | 1,077 |
| 7.   | Panini            | 26 | 26 | 13 | 13 | 48 | 47 | 1,021 | 1 168 | 1 144 | 1,020 |
| 8.   | Falconara         | 26 | 26 | 13 | 13 | 45 | 52 | 0,865 | 1 162 | 1 243 | 0,934 |
| 9.   | Brescia           | 24 | 26 | 12 | 14 | 43 | 51 | 0,843 | 1 106 | 1 182 | 0,935 |
| 10.  | Marconi           | 22 | 26 | 11 | 15 | 46 | 54 | 0,851 | 1 196 | 1 299 | 0,920 |
| 11.  | Cuneo             | 18 | 26 | 9  | 17 | 41 | 59 | 0,694 | 1 187 | 1 273 | 0,932 |
| 12.  | Catania           | 10 | 26 | 5  | 21 | 21 | 70 | 0,300 | 889   | 1 276 | 0,696 |
| 13.  | Città di Castello | 4  | 26 | 2  | 24 | 19 | 75 | 0,253 | 922   | 1 325 | 0,695 |
| 14.  | Virgilio          | 2  | 26 | 1  | 25 | 17 | 76 | 0,223 | 916   | 1 329 | 0,689 |

      Qualificata ai quarti di finale play-off scudetto.
      Qualificata agli ottavi di finale play-off scudetto.
      Retrocessa in Serie A2.